# Trigonodes hoenei
Trigonodes hoenei là một loài bướm đêm trong họ Noctuidae.